# Tomás Perrín
Tomás Perrín (Ciudad de México,  4 de enero de 1914 - Ciudad de México, 10 de mayo de 1985) fue un actor mexicano de cine así como de teatro clásico.

## Filmografía
- El signo de la muerte (1939)
- La sombra del caudillo  (1960)
- Cuando escuches este vals (1944)
- El monje blanco (1945), con María Félix[1]